# شهرستان قزوین
شهرستان قزوین یکی از شهرستان‌های استان قزوین کشور ایران است. مرکز این شهرستان، شهر قزوین است. سیردان، رازمیان، معلم‌کلایه، اقبالیه، کوهین و محمودآباد نمونه‌هایی دیگر مناطق شهری آن هستند.

## مردم
زبان رایج در بین مردم شهر قزوین فارسی با لهجه قزوینی است. به گونه‌ای که ساکنان محله‌های شرقی، جنوبی و مرکزی قزوین که کمتر با صفویان در ارتباط بودند، به زبان فارسی سخن می‌گویند.
زبان‌های ترکی آذربایجانی و تاتی نیز در بین مردم این شهر رواج دارد. به طوری که ساکنان محله‌هایی که با صفویان در ارتباط بوده‌اند به زبان ترکی آذربایجانی سخن می‌گویند. همچنین این منطقه، اصلی‌ترین سکونتگاه تات‌های ایران است. زبان‌های دیگری مثل مراغی، کردی، لری، گیلکی و رمانلویی نیز در این شهرستان تکلم می‌شود.
برخلاف شهر قزوین که زبان اکثریت ساکنان آن فارسی است، ساکنان بیشتر روستاهای شهرستان قزوین به زبان ترکی آذربایجانیو زبان تاتی سخن می‌گویند.

## جمعیت
جمعیت این شهرستان براساس سرشماری مرکز آمار ایران در سال ۱۳۹۰، برابر با ۵۶۶٬۷۷۳ نفر بوده است.

## تقسیمات کشوری
در تقسیمات کشوری جدید ایران که در سال ۱۳۱۶ شکل گرفت، قزوین یکی از شهرستان‌های تابع استان یکم (به مرکزیت تهران) شد. در بیستم مهر ۱۳۲۶ هجری خورشیدی به تصویب هیئت‌وزیران، استان زنجان تشکیل شد و شهرستان قزوین از استان یکم جدا و به استان زنجان ملحق شد. در سال ۱۳۷۳ هجری خورشیدی شهرستان قزوین از استان زنجان جدا شد و به استان تهران پیوست. سپس در سال ۱۳۷۵ هجری خورشیدی استان قزوین تشکیل شد و شهرستان قزوین به استان قزوین پیوست. این شهرستان اکنون مرکز استان قزوین است و از بخش‌ها، شهرها و دهستان‌های زیر تشکیل شده است:
- بخش مرکزی شهرستان قزوین
  - دهستان اقبال شرقی
  - دهستان اقبال غربی

شهرها: قزوین، اقبالیه و محمودآباد نمونه.
- بخش طارم سفلی
  - دهستان چوقور
  - دهستان خندان
  - دهستان کوهگیر
  - دهستان نیارک

شهرها: سیردان
- بخش رودبار الموت شرقی
  - دهستان الموت بالا
  - دهستان الموت پائین
  - دهستان معلم کلایه

شهرها: معلم کلایه
- بخش رودبار الموت غربی
  - دهستان رودبار شهرستان
  - دهستان رودبار محمدزمانی
  - دهستان دستجرد (قزوین)

شهرها: رازمیان
- بخش کوهین
  - دهستان ایلات قاقازان شرقی
  - دهستان ایلات قاقازان غربی

شهرها: کوهین